# 연방방위군작전지도사령부
연방방위군작전지도사령부(聯邦防衛軍作戰指導司令部, 독일어: Einsatzführungskommando der Bundeswehr; EinsFüKdoBw)는 독일 포츠담 근교 겔토프에 소재한 독일 연방방위군의 고등사령부다. 연방방위부 직속이며, 2012년 4월 1일 이후로 연방방위군 장군총감 직속이다. 독일 연방방위군의 모든 해외 임무를 총괄 계획·지도한다.

## 역대 지휘관
1. 중장 프리드리히 라이히만: 2001년 7월 1일-2004년 9월 1일
2. 중장 홀거 카머호프: 2004년 9월 1일-2006년 3월 16일
3. 중장 칼하인츠 피레크: 2006년 3월 16일-2009년 4월 22일
4. 중장 라이너 글라츠: 2009년 4월 22일-2013년 4월 23일
5. 중장 한스베르너 프리츠: 2013년 4월 23일-2015년 11월 4일
6. 중장 에리히 페퍼: 2015년 11월 4일-현임